# Локални рат
Локални рат је оружани сукоб двију или више држава на релативно ограниченом географском простору. За разлику од свјетског рата у локалном рату се ангажују мање снаге и води се конвенционалним оружјем. У локални рат спада и грађански рат, и разни герилски ратови и револуције.
Појам настаје послије Првог свјетског рата као ознака за ратове који се воде, без прерастања у свјетски рат, између Јапана и Кине, при италијанској инвазији Етиопије, у Шпанији и слично.
Послије Другог свјетског рата се локални ратови настављају и интензивирају. У условима постојања нуклеарног оружја код великих сила, свјетски рат би био катастрофалан, али се због тога повећавају могућности вођења локалних ратова.